# Pyramica archboldi
Pyramica archboldi är en myrart som först beskrevs av Mark Deyrup och Stefan P. Cover 1998.  Pyramica archboldi ingår i släktet Pyramica och familjen myror. Inga underarter finns listade i Catalogue of Life.

## Bildgalleri

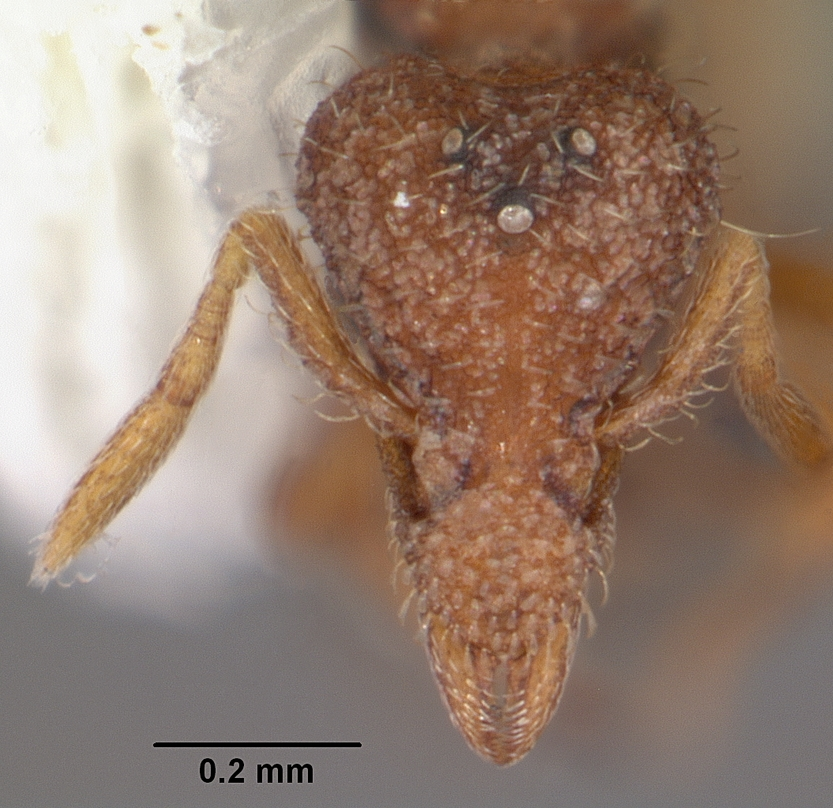